# Палаццо Маргерита
Палаццо Маргерита или палаццо Пьомбино — дворец на Виа Витторио-Венето в Риме. Он был построен в 1886-1890 годах итальянским архитектором Гаэтано Кохом для Родольфо Бонкомпаньи Людовизи, принца Пьомбино, как часть ныне не существующей Виллы Людовизи. Высокая стоимость дворца вынудила принца продать его итальянскому государству.

Дворец назван в честь королевы Маргариты Савойской, которая жила в нём после убийства её мужа короля Италии Умберто I в Монце в 1900 году вплоть до своей смерти в 1926 году. В 1931 году дворец был приобретён правительством  США и ныне в нём располагается Посольство США в Италии. 

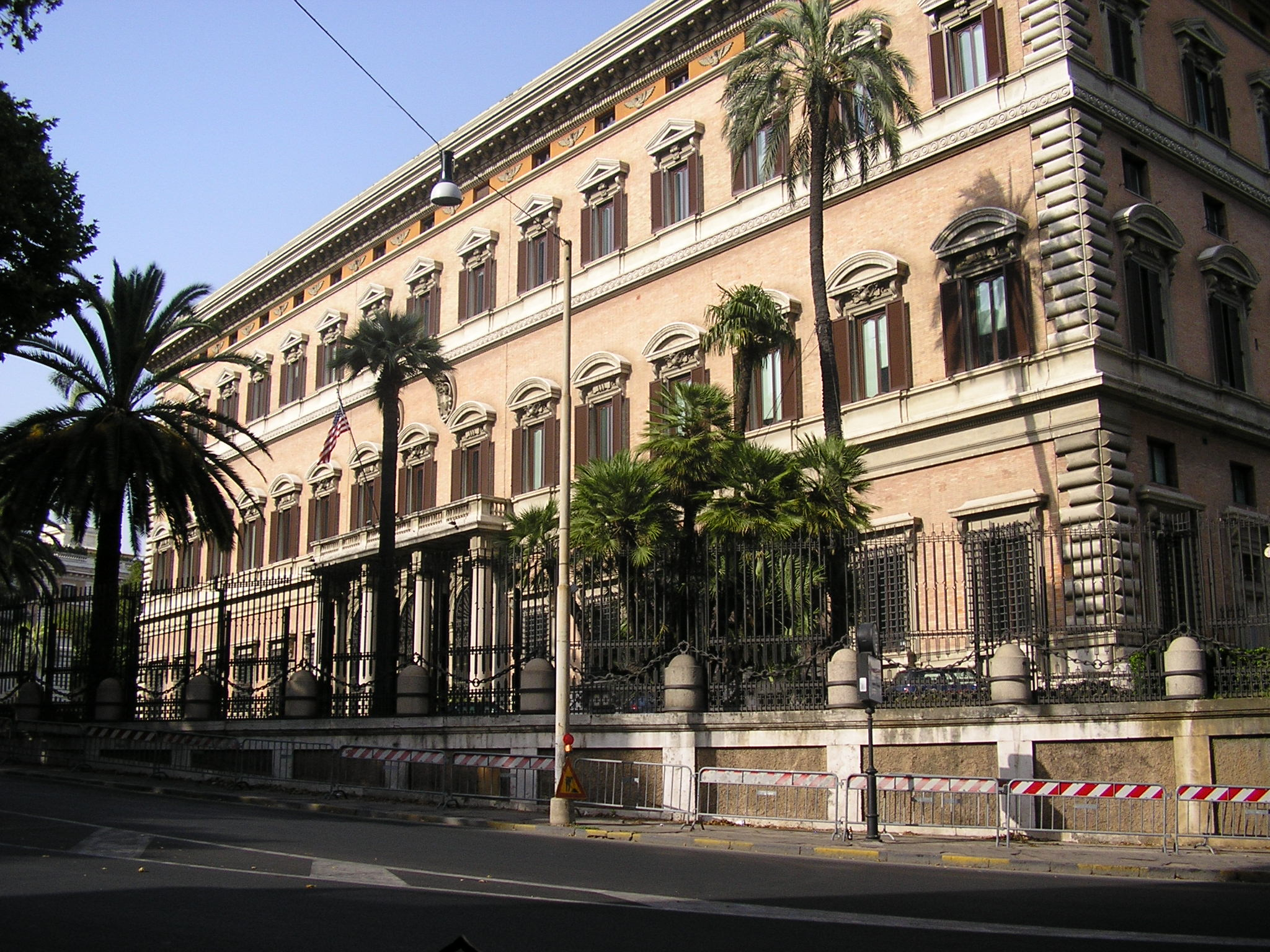
Палаццо Маргерита